# Raspinell de Hodgson
El raspinell de Hodgson (Certhia hodgsoni) és una espècie d'ocell de la família dels cèrtids (Certhiidae) que habita els boscos de muntanya del sud-oest de la Xina, nord del Pakistan i de l'Índia, el Nepal, sud-est del Tibet i zona limítrofa de Myanmar.

## Taxonomia
Considerat un complex subespecífic dins Certhia familiaris, passà a ser considerat una espècie de ple dret arran els treballs de Tietze et al. 2006.